# Diego Manicero
Diego Ariel Manicero (ur. 24 maja 1985 w Villa del Rosario) – argentyński piłkarz występujący na pozycji pomocnika.

## Osiągnięcia

### Klubowe
Lanus
- Primera División Apertura: 2007